# Kazimierz Rymgayło Kaszuba
Kazimierz Rymgayło Kaszuba (Gaszuba, Gazuba) herbu Poraj (zm. w 1679 roku) – sędzia grodzki grodzieński w latach 1677–1679, łowczy grodzieński w latach 1661–1679.
Poseł na sejm 1677 roku.